# Wojkowice Kościelne (gromada)
Wojkowice Kościelne – dawna gromada, czyli najmniejsza jednostka podziału terytorialnego Polskiej Rzeczypospolitej Ludowej w latach 1954–1972.
Gromady, z gromadzkimi radami narodowymi (GRN) jako organami władzy najniższego stopnia na wsi, funkcjonowały od reformy reorganizującej administrację wiejską przeprowadzonej jesienią 1954 do momentu ich zniesienia z dniem 1 stycznia 1973, tym samym wypierając organizację gminną w latach 1954–1972.
Gromadę Wojkowice Kościelne z siedzibą GRN w Wojkowicach Kościelnych utworzono – jako jedną z 8759 gromad na obszarze Polski – w powiecie będzińskim w woj. stalinogrodzkim, na mocy uchwały nr 14/54 WRN w Stalinogrodzie z dnia 5 października 1954. W skład jednostki weszły obszary dotychczasowych gromad Tuliszów, Warężyn (z wyłączeniem kolonii Ratanice) i Wojkowice Kościelne ze zniesionej gminy Ząbkowice w tymże powiecie. Dla gromady ustalono 19 członków gromadzkiej rady narodowej.
20 grudnia 1956 województwo stalinogrodzkie przemianowano (z powrotem) na katowickie.
Gromada przetrwała do końca 1972 roku, czyli do kolejnej reformy gminnej. 1 stycznia 1973 w powiecie będzińskim reaktywowano zniesioną podczas wojny (de iure w 1950) gminę Wojkowice Kościelne.